# Gustav Flor
Gustav August Adam von Flor (né le 13 août 1829 à Vecsalaca (en allemand : Alt-Salis), ; mort le 13 mai 1883 à Tartu (en allemand : Dorpat)) est un zoologiste germano-balte  de Livonie.

## Biographie
Gustav Flor a étudié la médecine et les sciences naturelles à l'Université de Dorpat, avant de devenir professeur de zoologie. En 1860, il devient directeur du cabinet zoologique, fonction qu'il occupa jusqu'à sa mort en 1883 (le cabinet de zoologie est devenu le musée de zoologie de l'université de Tartu, qui conserve encore sa collection entomologique de 11 815 échantillons).
Il est surtout connu pour ses études sur les hémiptères, en particulier pour son ouvrage en deux volumes intitulé Die Rhynchoten Livlands in systematischer Folge beschrieben (« Les hémiptères de Livonie décrits selon un classement systématique »),.

## Travaux
- (la) Rhynchotorum Livonicorum descriptio, thèse de Flor de 1856 (« Description des hémiptères de Livonie »)
- (de) Die Rhynchoten Livlands in systematischer Folge beschrieben, v.1 (1860)
- (de) Die Rhynchoten Livlands in systematischer Folge beschrieben, v.2 (1861)